# جواد خواجوی
جواد خواجوی (زاده ۲۴ خرداد ۱۳۷۱) کمدین، صداپیشه و بازیگر است. او فعالیت هنری خود را با تئاتر و نویسندگی چند قسمت از برنامه دیرین دیرین آغاز کرد. در آبان ۱۳۹۶ با دوبله و صداگذاری ویدئوهای طنز در فضای مجازی به شهرت رسید. سپس به برنامه خندوانه دعوت شد و چندین کلیپ فوتبالی در جام جهانی ۲۰۱۸ را صداگذاری کرد. وی با بازی در سریال‌های تلویزیونی سرباز (۱۳۹۶)، نوروز رنگی (۱۳۹۹)، محرمانه، و مجموعه نمایش خانگی یاغی (۱۴۰۱) و رئالیتی‌شو شب‌های مافیا (۱۴۰۰) به عنوان بازیگر شناخته شد.

## آثار

### سینما
| سال  | عنوان فیلم | سمت    | کارگردان    | تهیه‌کننده     | توضیحات                                    | منبع  |
| ---- | ---------- | ------ | ----------- | ------------- | ------------------------------------------ | ----- |
| ۱۴۰۳ | تاکسیدرمی  | بازیگر | محمد پایدار | محمدجواد موحد | اکران در چهل و سومین دوره جشنواره فیلم فجر |       |
| ۱۴۰۲ | آغوش باز   | بازیگر | بهروز شعیبی | علی سرتیپی    | اکران در چهل و دومین دوره جشنواره فیلم فجر | [ ۷ ] |

### مجموعه تلویزیونی
| سال  | عنوان فیلم | سمت                     | کارگردان           | تهیه‌کننده         | محصول  | توضیحات              | منبع          |
| ---- | ---------- | ----------------------- | ------------------ | ----------------- | ------ | -------------------- | ------------- |
| ۱۳۹۸ | محرمانه    | بازیگر و خواننده تیتراژ | مسلم تهرانی        | عطا پناهی         | شبکه ۳ | در نقش شهرام دده     | [ ۸ ] [ ۹ ]   |
| ۱۳۹۹ | سرباز      | بازیگر                  | هادی مقدم دوست     | محمدرضا شفیعی     | شبکه ۳ | در نقش غلامرضا هاشمی | [ ۱۰ ]        |
| ۱۳۹۹ | نوروز رنگی | بازیگر                  | علیرضا مسعودی      | اکبر تحولیان      | شبکه ۵ | در نقش جواد          | [ ۱۱ ]        |
| ۱۴۰۳ | پشت پرده   | بازیگر                  | محمدرضا حاجی غلامی | مصطفی رضوانی      | شبکه۲  | در نقش مدیر دبستان   | [ ۱۲ ] [ ۱۳ ] |
| ۱۴۰۳ | فراری      | بازیگر                  | امیر داسارگر       | امیرمهدی پوروزیری | شبکه ۱ | در نقش مهرداد        | [ ۱۴ ]        |

### مجموعه نمایش خانگی
| سال  | عنوان فیلم  | سمت    | کارگردان      | تهیه‌کننده                              | محصول  | توضیحات         | منبع                 |
| ---- | ----------- | ------ | ------------- | -------------------------------------- | ------ | --------------- | -------------------- |
| ۱۴۰۳ | جوکر ۲      | مهمان  | احسان علیخانی | امیرحسین بزرگ‌زادگان و محسن نجفی سولاری | فیلیمو | مهمان           | [ ۱۵ ]               |
| ۱۴۰۰ | یاغی        | بازیگر | محمد کارت     | سید مازیار هاشمی                       | فیلیمو | در نقش حامد     | [ ۱۶ ] [ ۱۷ ] [ ۱۸ ] |
| ۱۴۰۰ | آفتاب‌پرست   | بازیگر | برزو نیک نژاد | مصطفی احمدی                            | فیلم‌نت | در نقش نیما     | [ ۱۹ ]               |
| ۱۴۰۰ | شب‌های مافیا | بازیگر | سعید ابوطالب  | سعید ابوطالب                           | فیلیمو | رئالیتی‌شو مافیا | [ ۲۰ ]               |
| ۱۴۰۲ | تی‌ان‌تی      | بازیگر | حامد آهنگی    | محمدرضا رضاییان                        | فیلیمو | شرکت کننده      | [ ۲۱ ]               |

### تئاتر
- هوراشیو (۱۳۹۸).[۲۲]
- عشق من حامد بهداد (۱۳۹۹).[۲۳][۲۴]
- آدیداس (۱۴۰۰).[۲۵][۲۶]
- دراکولا (۱۴۰۱).[۲۷][۲۸]
- تب (۱۴۰۱).[۲۹][۳۰]
- زیرزمینی‌ها (۱۴۰۲).[۳۱]

## جوایز و نامزدی‌ها
| سال  | جشنواره یا جشن     | دوره جشنواره یا جشن | مسابقه                 | فیلم       | نتیجه    | منبع          |
| ---- | ------------------ | ------------------- | ---------------------- | ---------- | -------- | ------------- |
| ۱۴۰۰ | دنیای تصویر (حافظ) | بیست و یکمین        | بهترین بازیگر مرد کمدی | نوروز رنگی | نامزدشده | [ ۳۲ ] [ ۳۳ ] |